# Sitnica (Ribnik)
Pour l’article homonyme, voir Sitnica.
Sitnica (en serbe cyrillique : Ситница) est un village de Bosnie-Herzégovine. Il est situé dans la municipalité de Ribnik et dans la république serbe de Bosnie. Selon les premiers résultats du recensement bosnien de 2013, il compte 218 habitants.

## Démographie

### Évolution historique de la population dans la localité
| 1948 | 1953 | 1961 | 1971 | 1981 | 1991 | 2013 |
| ---- | ---- | ---- | ---- | ---- | ---- | ---- |
| -    | -    | 502  | 304  | 301  | 245  | 218  |

|  |

### Communauté locale
En 1991, la communauté locale de Sitnica comptait 2 167 habitants, répartis de la manière suivante :